# 라 추카라
《라 추카라》(스페인어: La chúcara)는 2014년 방영된 칠레의 텔레노벨라이다.